# Чернов, Владимир Семёнович
Владимир Семёнович Чернов (18 апреля 1931, Москва — 7 ноября 2006, Минск) — советский и белорусский волейбольный тренер.
Окончил Минский техникум физической культуры (1951), Белорусский государственный институт физкультуры (1955). Работал главным тренером женских команд «Спартак» (Минск), «Искра» (Ворошиловград), «Коммунальник» (Минск), «Расинг Вильбон» (Франция), «Копер» (Словения). Подготовил 41 мастера спорта СССР, 16 мастеров международного класса.
Заслуженный тренер Украины, Белоруссии и СССР (1991). Владимир Чернов — единственный в бывшем СССР трижды заслуженный тренер по волейболу и единственный специалист в мире, выигрывавший один европейский кубковый турнир с двумя разными клубами.

## Биография
Владимир Чернов родился 18 апреля 1931 года в Москве. В 1940 году в связи с переводом отца-военнослужащего в Брест, переехал в Белоруссию. После окончания института физической культуры Чернов работал преподавателем в институте механизации и электрификации сельского хозяйства, одновременно подрабатывал тренером женской волейбольной команды «Спартак» (Минск), которую в конце 50-х вывел в высшую лигу чемпионата СССР.
В 1971 году получил предложение от первого секретаря обкома партии Ворошиловградской области Владимира Шевченко возглавить местную команду «Искра» с условием за два года вывести этот коллектив в первую лигу чемпионата СССР, а затем ещё за два — в высшую. С задачей тренер справился, причём вывел «Искру» в высшую лигу за год вместо двух и с ходу занял с этой командой третье место.
После завоевания с «Искрой» двух подряд бронзовых медалей и одной серебряной чемпионата СССР, в 1976 году Чернов был снят со своей должности. С целью избавиться от Шевченко первым секретарем ЦК Компартии Украины Владимиром Щербицким были сфабрикованы уголовные дела, и сотни невиновных оказались за решёткой. Среди них был и Владимир Чернов, которого обвинили в том, что он не сообщил о хищении 39 тысяч рублей из кассы машиностроительного завода.
«Искра» продолжала тренироваться по методикам Чернова, а перед самым ответственным турниром — финалом Кубка кубков, который в итоге выиграла,— приехала в зону, к своему тренеру, на трёхмесячный сбор, на что было получено разрешение и тюремного начальства, и местного пахана. Ничего подобного в мире ещё не было.
В 1979 году Чернов был амнистирован и сразу же был восстановлен в прежней должности. Такое случилось всего во второй раз в истории СССР: первым вернулся на прежнее место работы инженер из бригады Королёва, работавшей над созданием космической техники.
Через 10 лет после первой еврокубковой победы, в 1987 году, Чернов выиграл Кубок Кубков с минским «Коммунальником» и в том же году был снят с должности главного тренера этой команды. В белорусском волейболе, выведенным Черновым на качественно новый уровень, тренер в 1990-е годы оказался невостребован.
В 1996 году он был приглашён в парижский «Расинг Вильбон», с которым за один год поднялся на 3-е место. А спустя 5 лет справился с похожей задачей в чемпионате Словении, выиграв «серебро» с клубом «Копер».
Владимир Чернов умер в Минске 7 ноября 2006 года.

## Достижения
- 2-кратный победитель Кубка Кубков (1976/77, 1986/87).
- Победитель Кубка СССР (1980).
- Серебряный призёр чемпионата СССР (1975).
- Бронзовый призёр чемпионата СССР (1973, 1974, 1985/86, 1986/87).
- Бронзовый призёр чемпионата Франции (1995/96).
- Серебряный призёр чемпионата Словении (2000/01).